# Santo Panario
Santo Panario (Quarto al Mare, 1786 – Genova, 1871) è stato un pittore italiano.

## Biografia
Formatosi nell'Accademia ligustica di belle arti, si specializzò in dipinti a tema religioso e mitologico, miniature e soprattutto ritratti, ottenendo commissioni dai Savoia e da numerose famiglie nobili italiane, come i Brignole-Sale, ed europee. I quadri a tema religioso del Panario risentivano ancora dell'influenza tardo barocca.
Fu maestro e collaboratore dei figli Giovanni Battista e Alessandro.

## Opere
- Antonio Brignole-Sale, olio su tela, Palazzo Rosso, Genova
- Sacro Cuore di Gesù, Chiesa di San Giorgio, Genova